# France.tv Sport
France.tv Sport est le portail sportif de France Télévisions. France.tv Sport est à la fois le site d'information et le diffuseur de compétitions sportives de France Télévisions.
France Télévisions est notamment le diffuseur historique des Jeux olympiques, du Tour de France, du Tournoi de Roland-Garros et du Tournoi des Six Nations en France.

## Histoire
La première initiative commune du service public sur le sport remonte à avril 1989 lors le CSA, qui sélectionne plusieurs projets de canaux devant être diffusés par le satellite TDF 1, approuve le projet de chaîne nouvelle provisoirement nommée Sport 2-3 associant Antenne 2, FR3 et des partenaires privés (notamment Chargeurs, Edmond de Rothschild et le Crédit national),. La chaîne ne voit jamais le jour du fait notamment des difficultés techniques rencontré par le satellite TDF 1.
Francetv Sport est depuis 2012 la marque de l'ensemble des retransmissions et magazine sportifs diffusés sur les antennes de France Télévisions. À la manière de BBC Sport pour l'audiovisuel public anglais, Francetv Sport est à la fois l'entité opérationnelle et la marque du sport pour France Télévisions.
Francetv Sport succède à France Télévisions Sports qui était la marque du sport sur France Télévisions depuis 2002 qui avait elle-même remplacé France Télévision Sport créé en 1992 à l'occasion de la refonte totale de l'audiovisuel public.
Lors des Jeux olympiques de Rio 2016, Francetv Sport diffuse sur sa plateforme numérique 2 400 heures de retransmissions sportives en plus des 700 heures de diffusion sur les antennes télévisées du groupe.
Le 10 avril 2017, le site Francetv Sport est hébergé sur le site de France Info.

### Identité visuelle (logo)

Logo de France Télévision Sport de septembre 1992 jusqu'au 7 janvier 2002.
Logo de France Télévisions Sports de 2002 à 2008.
Logo de Francetv Sport de 2012 jusqu'au 28 janvier 2018.
Logo de Francetv Sport du 29 janvier 2018 au 3 février 2024.
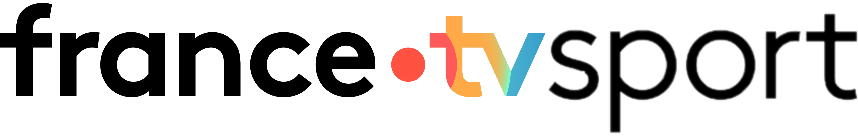
Logo de France TV Sport depuis 2024

### Dirigeants successifs
- Jean Réveillon : 7 septembre 1992 – juillet 1998[5]
- Patrick Chêne : juillet 1998 – 1er juillet 2000[6]
- Charles Biétry : 1er juillet 2000 – 1er décembre 2001[7]
- Frédéric Chevit : 1er décembre 2001 – 3 février 2005[8]
- Daniel Bilalian : 3 février 2005 - 1er octobre 2016[9]

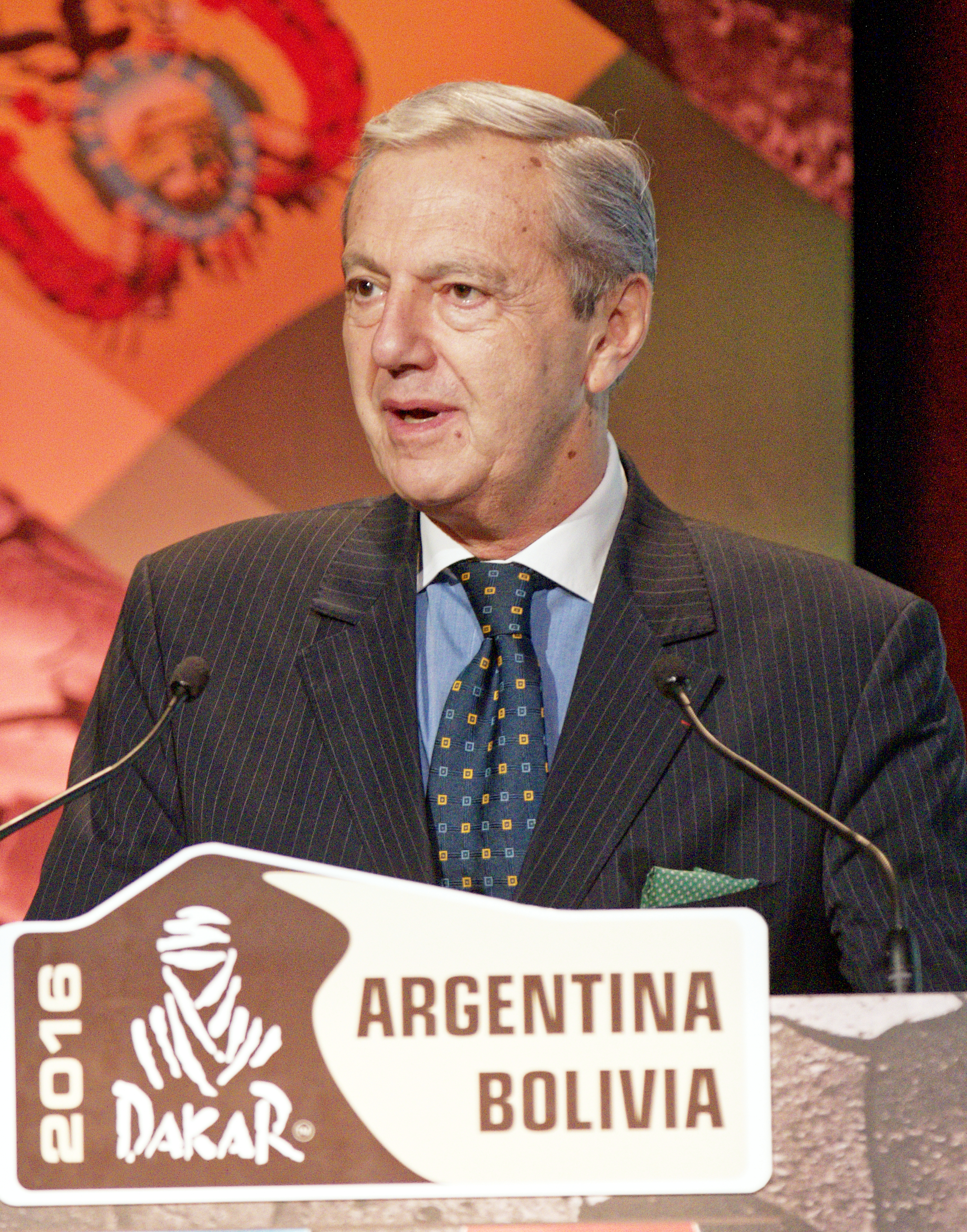
Daniel Bilalian lors de la conférence de presse du rallye Dakar 2016 le 18 novembre 2015.

- Laurent-Éric Le Lay : depuis le 1er octobre 2016[10]

## Droits de diffusion

### Droits actuels
Multisports
- Jeux olympiques (jusqu'en 2032)

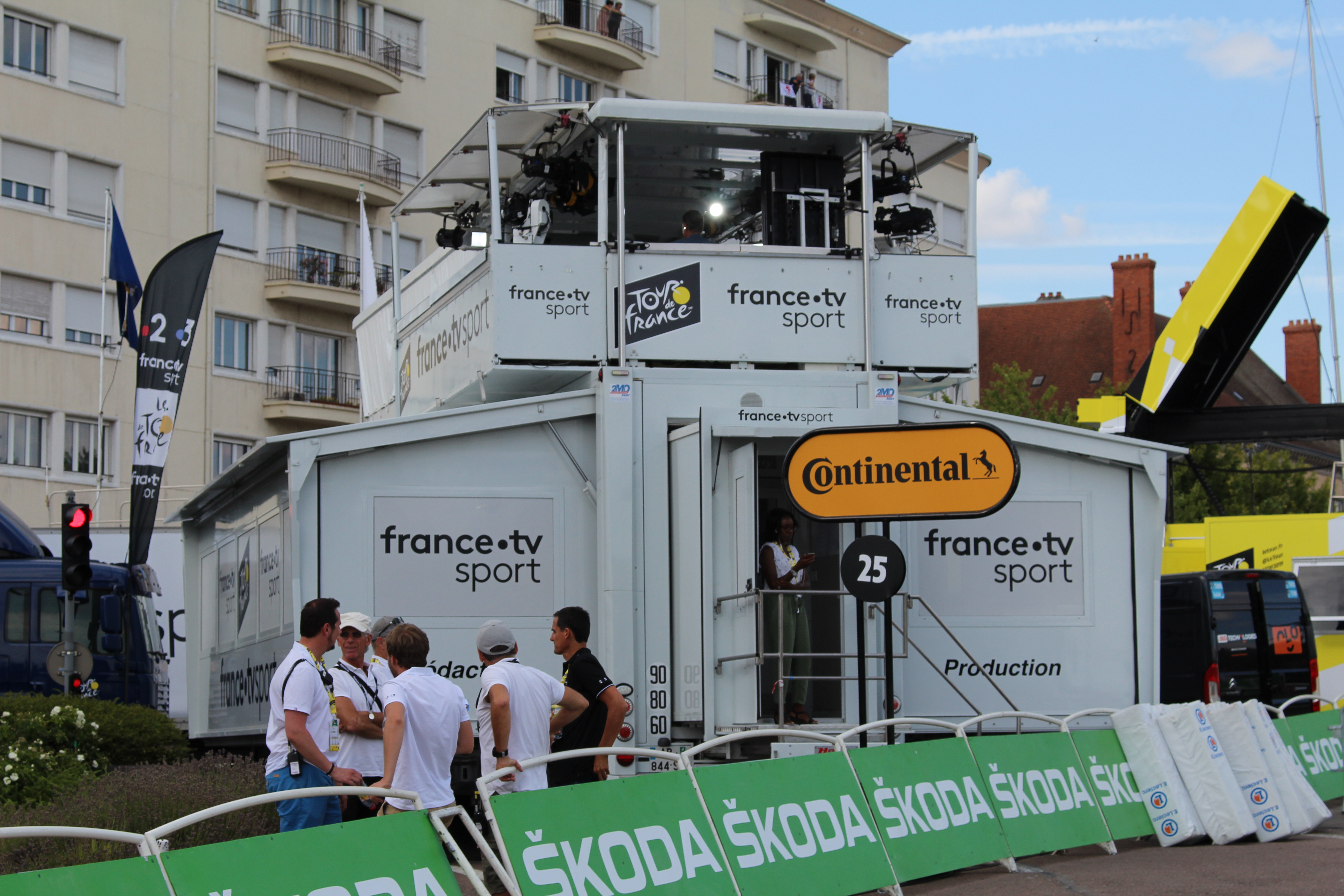
Studio de télévision mobile de France.tv Sport utilisé lors du Tour de France.

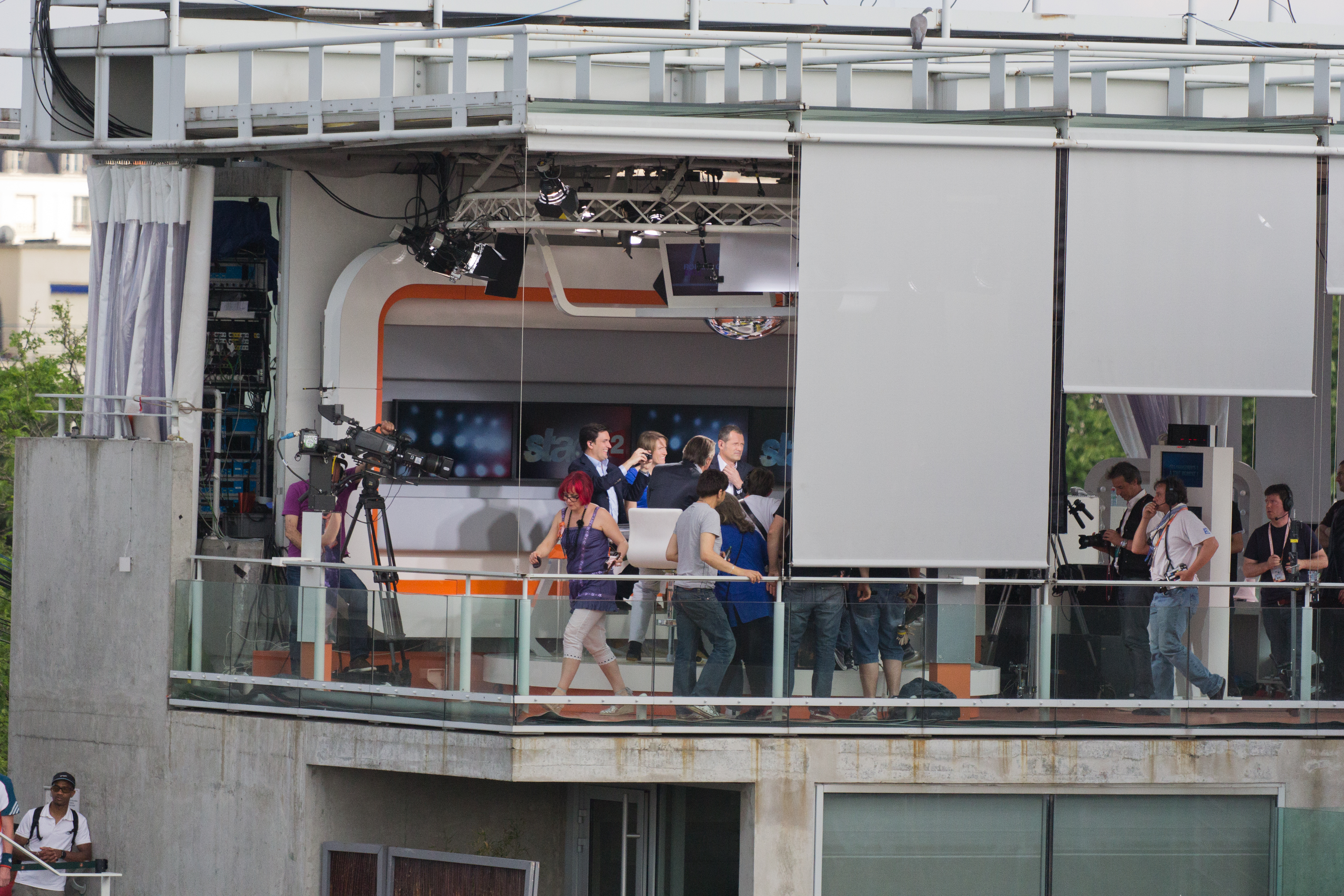
Plateau de télévision dans le court Philippe-Chatrier utilisé par France.tv Sport lors du Tournoi de Roland-Garros.

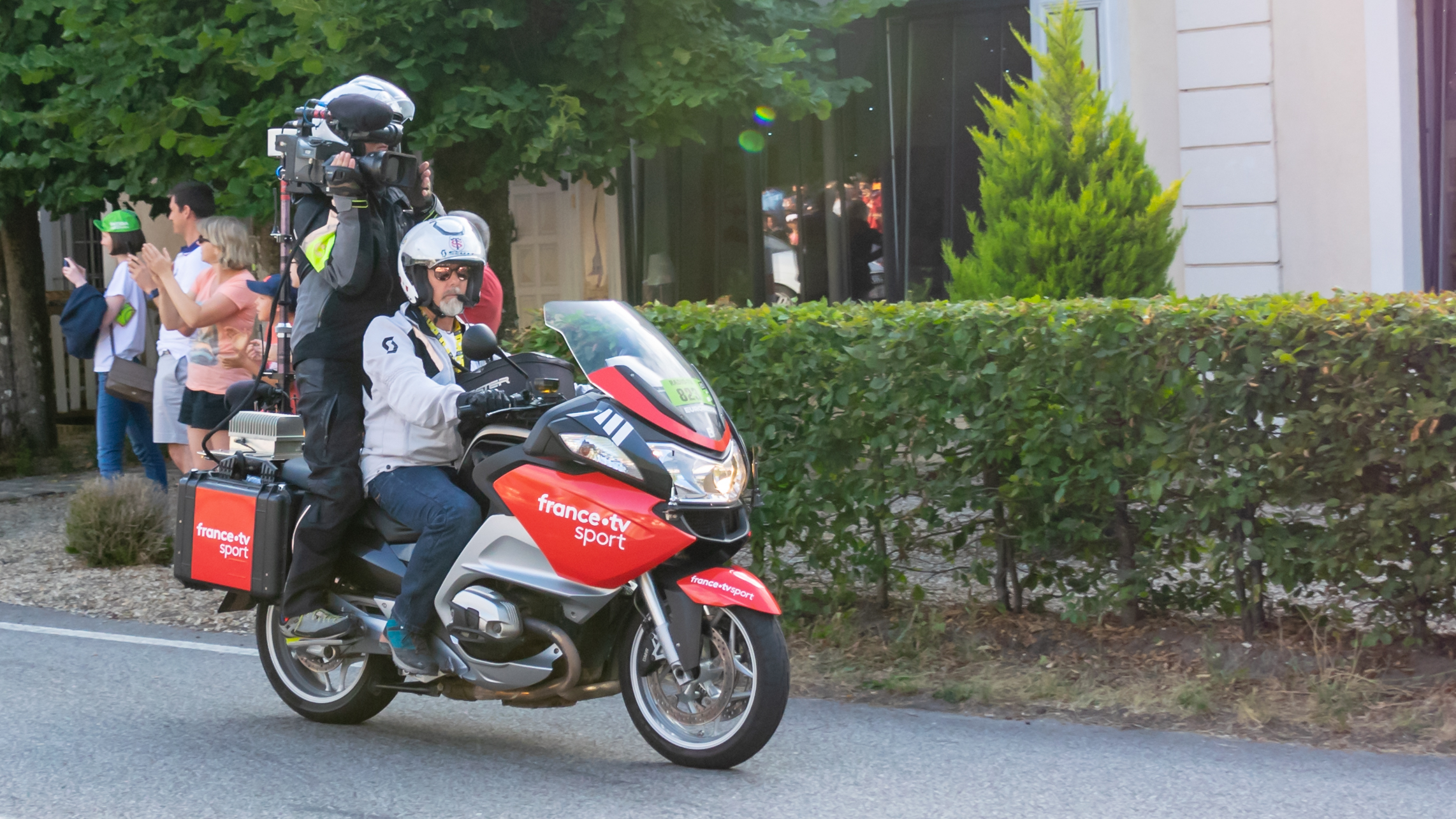
Moto France.tv Sport lors du Tour de France 2019.

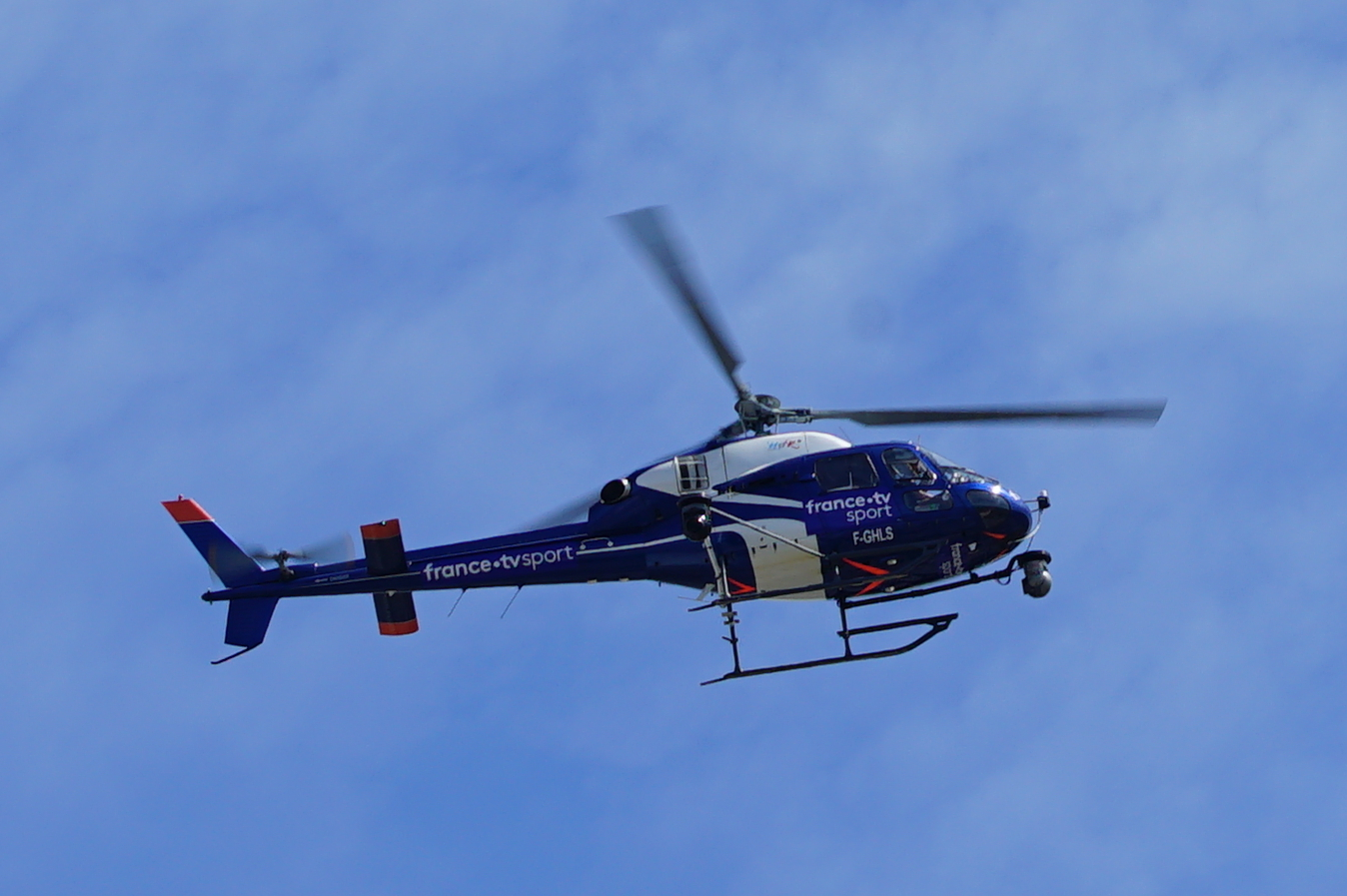
Hélicoptère France.tv Sport lors du Tour de France 2019.

- Jeux paralympiques (jusqu'en 2032)
- Championnats sportifs européens (depuis 2018)

Cyclisme
- Tour de France (jusqu'en 2030)
- Paris-Roubaix (jusqu'en 2030)
- Critérium du Dauphiné (jusqu'en 2030)
- Paris-Nice (jusqu'en 2030)
- Tour des Flandres (jusqu'en 2024)
- Amstel Gold Race (jusqu'en 2024)
- Flèche wallonne (jusqu'en 2030)
- Liège-Bastogne-Liège (jusqu'en 2030)
- Paris-Tours (jusqu'en 2030)
- Bretagne Classic
- Tro Bro Leon (depuis 2023[Note 1], jusqu'en 2030)
- Route d'Occitanie (depuis 2022)
- Andorra MoraBanc Clàssica (depuis 2025)
- Tour de France Femmes (depuis 2022, jusqu'en 2030)
- Paris-Roubaix Femmes (depuis 2020, jusqu'en 2030)
- Tour des Flandres féminin
- Amstel Gold Race féminine
- Flèche wallonne Femmes (jusqu'en 2030)
- Liège-Bastogne-Liège Femmes (jusqu'en 2030)
- Grand Prix de Plouay féminin
- Championnats du monde de cyclisme sur route (jusqu'en 2030)
- Championnats de France de cyclisme sur route
- Championnats de France de cyclisme sur piste

Rugby
- Tournoi des Six Nations (jusqu'en 2025)
- Tournoi des Six Nations féminin (jusqu'en 2025)
- Finale du Top 14 (jusqu'en 2027)
- Champions Cup (jusqu'en 2026)
- Challenge Cup (jusqu'en 2026)

Basket-ball
- Équipe de France féminine de basket-ball (2021-2023)
- Équipe de France masculine de basket-ball (2021-2023)

Tennis
- Roland-Garros (1988-2027)

Football
- Matchs de l'équipe de France féminine de football (2023-2027, un match sur deux)
- Coupe de France de football (2006-2026)
- Finale de la Coupe de France féminine de football (jusqu'en 2026)

Sports mécaniques
- Rallye Dakar (jusqu'en 2030 pour résumé sur France 3)

Athlétisme
- Marathon de Paris (jusqu'en 2030)
- Championnats du monde d'athlétisme (jusqu'en 2029)
- Championnats d'Europe d'athlétisme
- Championnats d'Europe d'athlétisme par équipes

Natation
- Championnats du monde de natation
- Coupe du monde de natation FINA
- Championnats d'Europe de natation

Ski
- Championnats du monde de ski alpin (jusqu'en 2021)
- Championnats du monde de ski nordique (jusqu'en 2021)

Patinage artistique
- Championnats du monde de patinage artistique
- Trophée de France

### Anciennes diffusions
Cyclisme
- La course by Le Tour de France (2014-2021)
- Championnats du monde de cyclisme sur piste (jusqu'en 2017)
- Championnats d'Europe de cyclisme sur route (jusqu'en 2022)
- Championnats d'Europe de cyclisme sur piste

Rugby
- Coupe du monde de rugby à XV (1987, 2003 (intégralité), 2011 (28 matchs) et 2023 (10 matchs))
- Tournées d'automne de l'équipe de France masculine et féminine de rugby à XV (jusqu'en 2022)
- Coupe du monde féminine de rugby à XV (2014 et 2017)
- Pro D2 (jusqu'en 2020)
- Tournoi des Six Nations des moins de 20 ans (jusqu'en 2021)

Tennis
- Coupe Davis (jusqu'en 2018)
- Fed Cup (jusqu'en 2019)
- Finale du Tournoi de tennis de Paris-Bercy (2017-2018)[11]
- Finale des Masters de tennis masculin à Londres (2017- 2018)[11]

Handball
- Championnat du monde masculin de handball (jusqu'en 2013)
- Championnat d'Europe masculin de handball (jusqu'en 2016)

Football
- Coupe du monde de football (1994, 1998 et 2010)
- Euro de football (1996, 2000 et 2004)
- Coupe du monde féminine de football (2023)
- Finale de la Coupe de l'UEFA (1998-2004)
- Coupe de la Ligue française de football (1997-2020)
- FA Cup (jusqu'en 2012)

Volley-ball
- Supercoupe de France masculine et féminine (2021)

Sports mécaniques
- Grand Prix moto de France (jusqu'en 2018)
- 24 Heures du Mans (jusqu'en 2020)

Athlétisme
- Championnats de France (1996-2007)
- Match Europe - États-Unis (athlétisme) (2019)

Football américain
- Super Bowl (2006-2009)

## Équipe

### Journalistes

#### Actuels
- Alexandre Boyon en natation, ski alpin, athlétisme et biathlon (depuis 1997)
- Cédric Beaudou en rugby (depuis 1997)
- Christian Choupin en sports mécaniques et sports extrêmes (depuis 2001)
- Benoît Durand en sports collectifs (volley-ball, basket-ball, handball) et athlétisme (depuis 2007)
- Claude Eymard en football (depuis 1994)
- Rodolphe Gaudin en football et sports de combat (depuis 2000)
- Nicolas Geay en cyclisme et triathlon (depuis 2004)
- Cécile Grès en rugby (depuis 2019)
- Jean-François Kerckaert (depuis 1984)
- Philippe Lafon en rugby, natation, et rédacteur en chef de Tout le sport
- Inès Lagdiri-Nastasi en tennis (depuis 2021)
- Matthieu Lartot pour Stade 2, Tout le sport, en rugby et en tennis (depuis 2000)
- Olivia Leray pour Stade 2 (depuis 2023)
- Fabien Lévêque pour Tout le sport et en football et tennis (depuis 2003)
- Stéphane Lippert pour le football (depuis 2019)
- Laurent Luyat, présentateur de Roland-Garros, du Tour de France et des Jeux olympiques (depuis 2000)
- Hélène Macurdy en rugby
- David Malarme en sports collectifs
- Marie Mamère pour Stade 2 et Tout le sport (depuis 2008)
- Arnaud Mattéoli en football (depuis 2011)
- Marie-Christelle Maury en gymnastique
- Alexandre Pasteur en cyclisme, ski alpin et athlétisme (depuis 2017)
- Gaël Robic en sports mécaniques et voile
- Maxence Regnault en tennis de table, ski acrobatique et snowboard (depuis 2017)
- Céline Rousseaux en sports mécaniques et au Tour de France
- Emmanuel Roux en handball
- David Sandona (depuis 2012)
- Marc Tamon en rugby
- Thierry Vildary, journaliste d'investigation sur le dopage et les dérives du sport (depuis 2010)
- Claire Vocquier-Ficot en football, ski alpin, natation et badminton

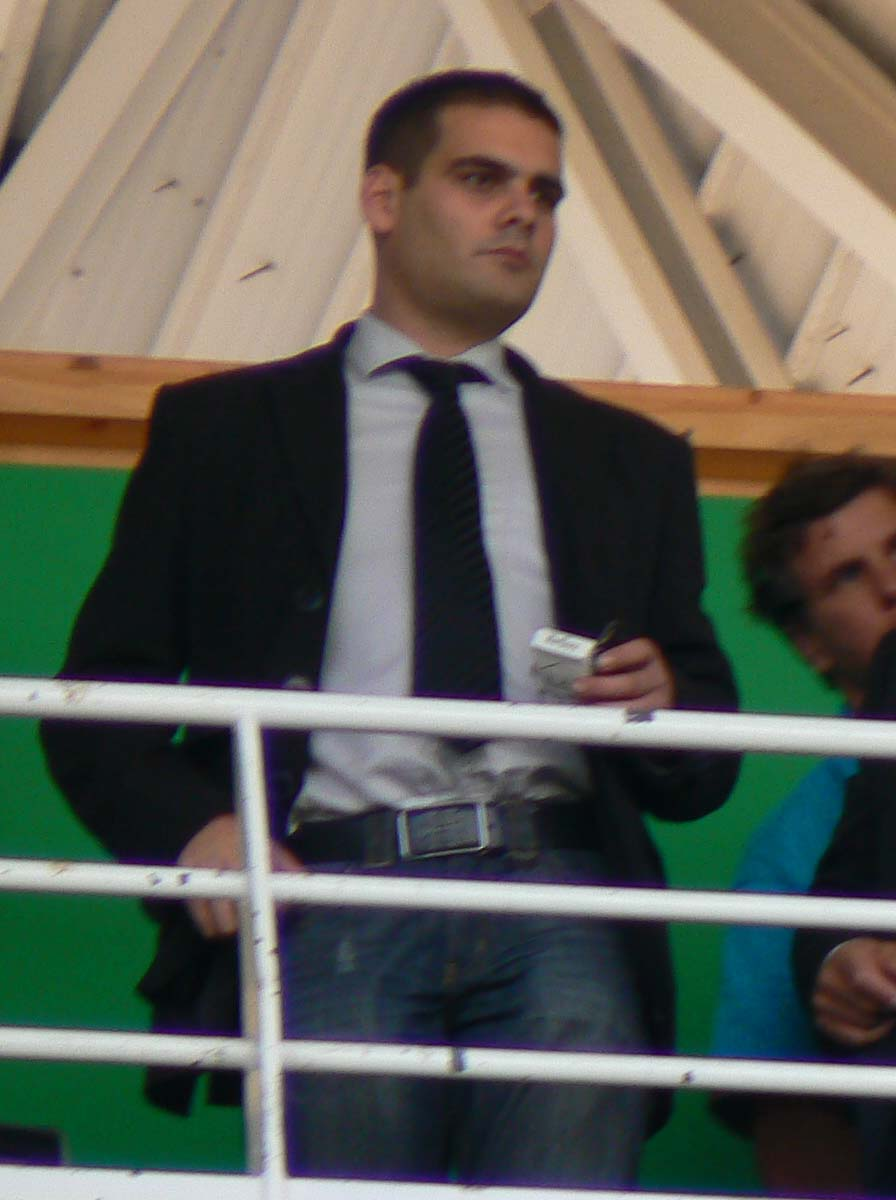
Matthieu Lartot en 2010.
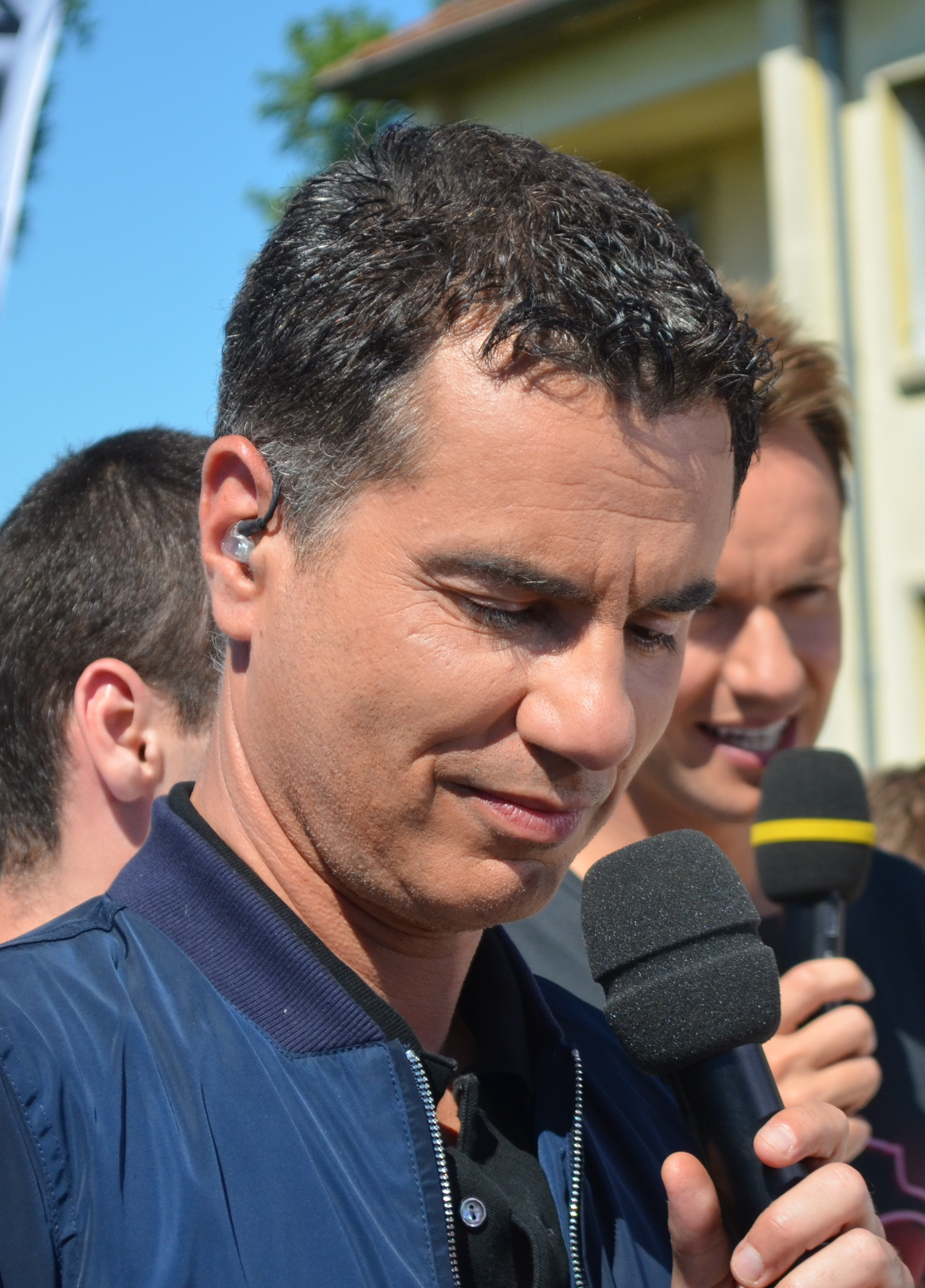
Laurent Luyat en 2016.
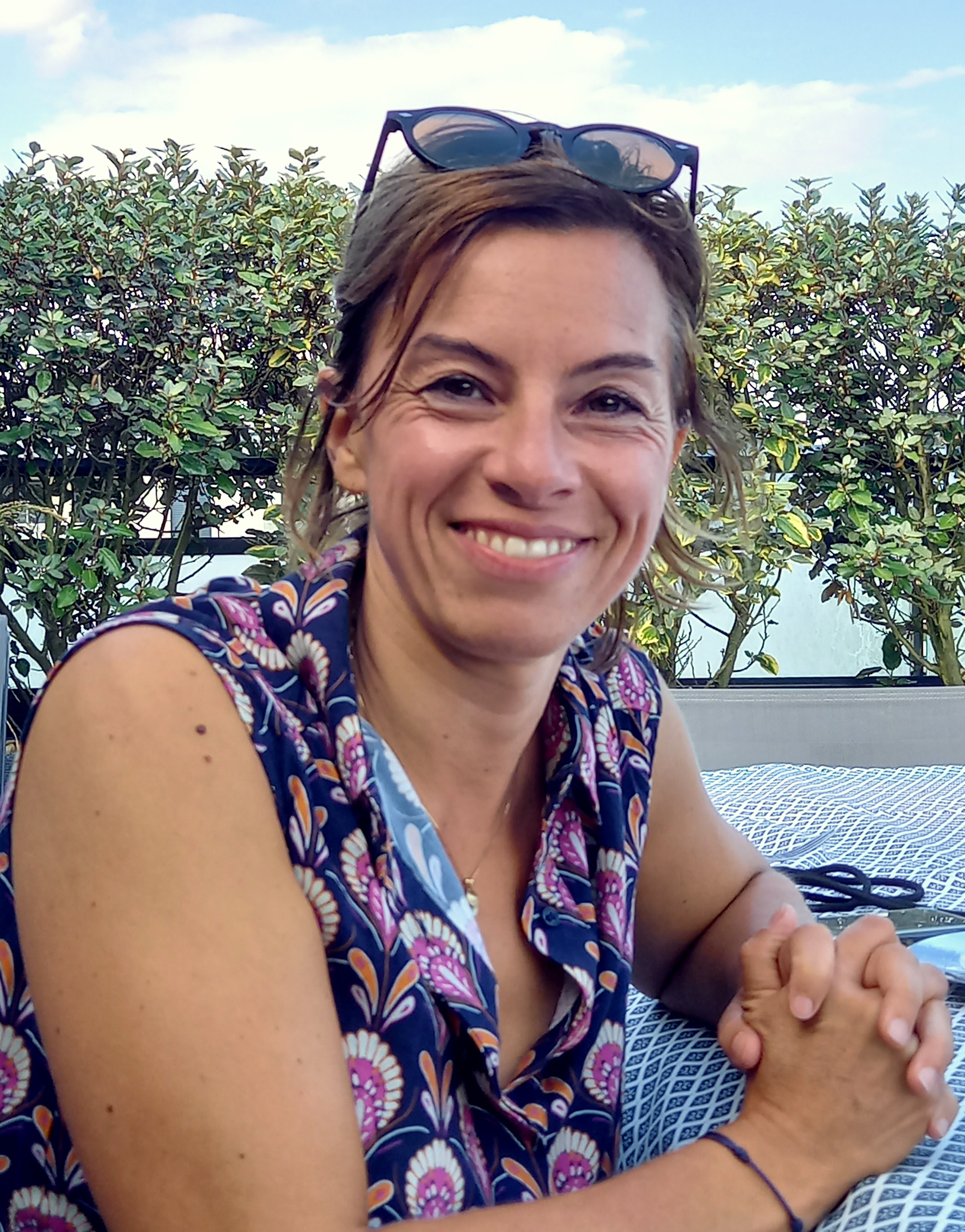
Céline Rousseaux en 2024.

#### Anciens
- Christophe Josse en ski alpin et football (2000 - 2004)
- Denis Balbir en football (2007 - 2008)
- Dominique Le Glou en football (1980 - 2012)
- Jean-Paul Ollivier en cyclisme (1975 - 2014)
- Florent Gautreau en football (1993 - 2014)
- Gérard Holtz aux Jeux olympiques, Rallye Dakar et Tour de France (1972 - 2016)
- François Brabant en tennis (2001 - 2016)
- Daniel Lauclair en football (1970 - 2016)
- André Garcia en handball et biathlon (? - 2016)
- Philippe Guillard durant le Tournoi des Six Nations 2017
- Arnaud Romera en sports de combat (1998 - 2017)
- Henri Sannier pour Tout le sport (1997 - 2017)
- Thomas Thouroude pour Tout le sport (2017 - 2018)
- Lionel Chamoulaud en tennis, pour Stade 2 samedi sport et le Rallye Dakar (1981 - 2018)
- Haron Tanzit pour Tout le sport (2012 - 2018)
- Céline Géraud pour Stade 2 puis Tout le sport et en judo (1993 - 2005 et 2012 - 2018)
- Clémentine Sarlat pour Stade 2 puis Tout le sport et en rugby, tennis et athlétisme (2013 - 2018)
- Jean-René Godart en cyclisme (1994 - 2018)
- Flore Maréchal pour Stade 2 et Tout le sport (2018 - 2019)
- Kader Boudaoud en football (2000-2019)
- Richard Coffin en canoë-kayak, aviron et natation (2000 - 2020)
- Alain Vernon en football (1982-2020)[12]
- Pierre-Étienne Léonard en rugby, tennis et cyclisme (2012 - 2020)[13]
- Thierry Adam en cyclisme et hockey sur glace (2001 - 2020)
- Patrick Montel en athlétisme, saut à ski et combiné nordique (1983 - 2020)
- Florian Ringuedé, rédacteur en chef de Stade 2 (2017 - 2022)
- Laurent Bellet en rugby et hockey sur glace (? - 2022)
- Jean-Philippe Guillin en basket-ball (1992 - 2023)
- Nelson Monfort en athlétisme, natation, patinage artistique et tennis (1988-2024)
- Jean Abeilhou en rugby (1991-2025)

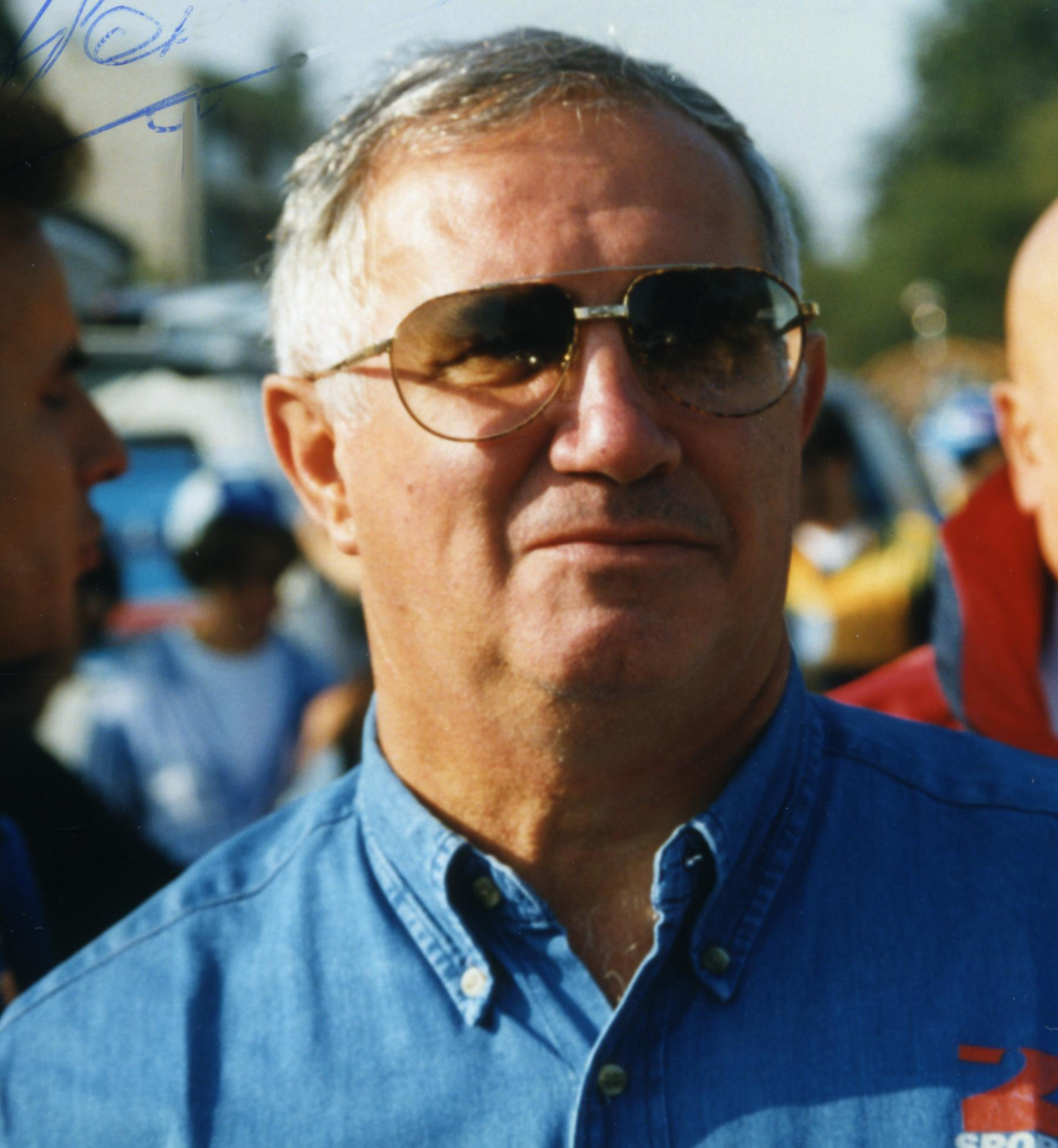
Jean-Paul Ollivier en 1997.
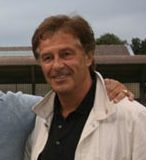
Henri Sannier en 2007.
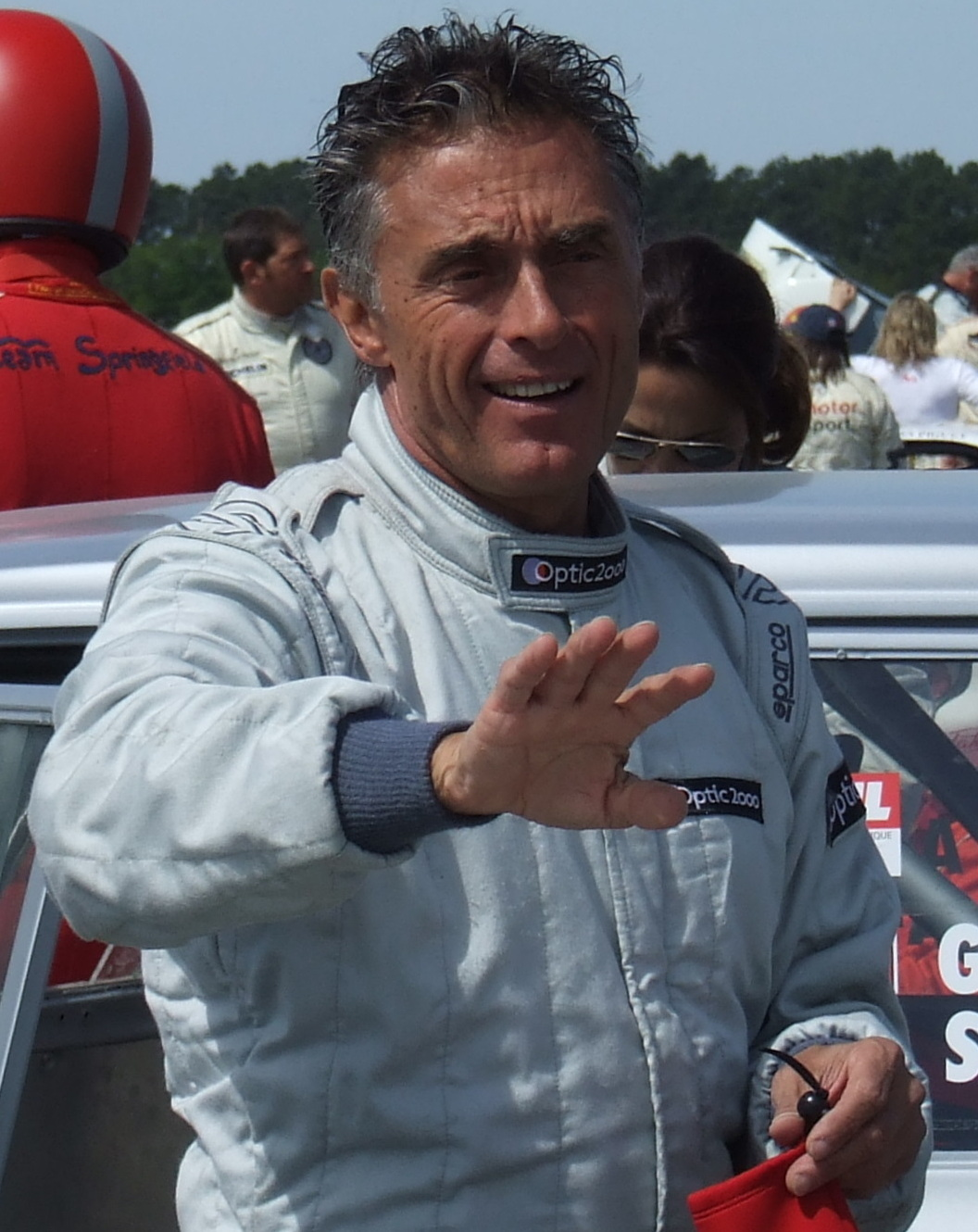
Gérard Holtz en 2011.
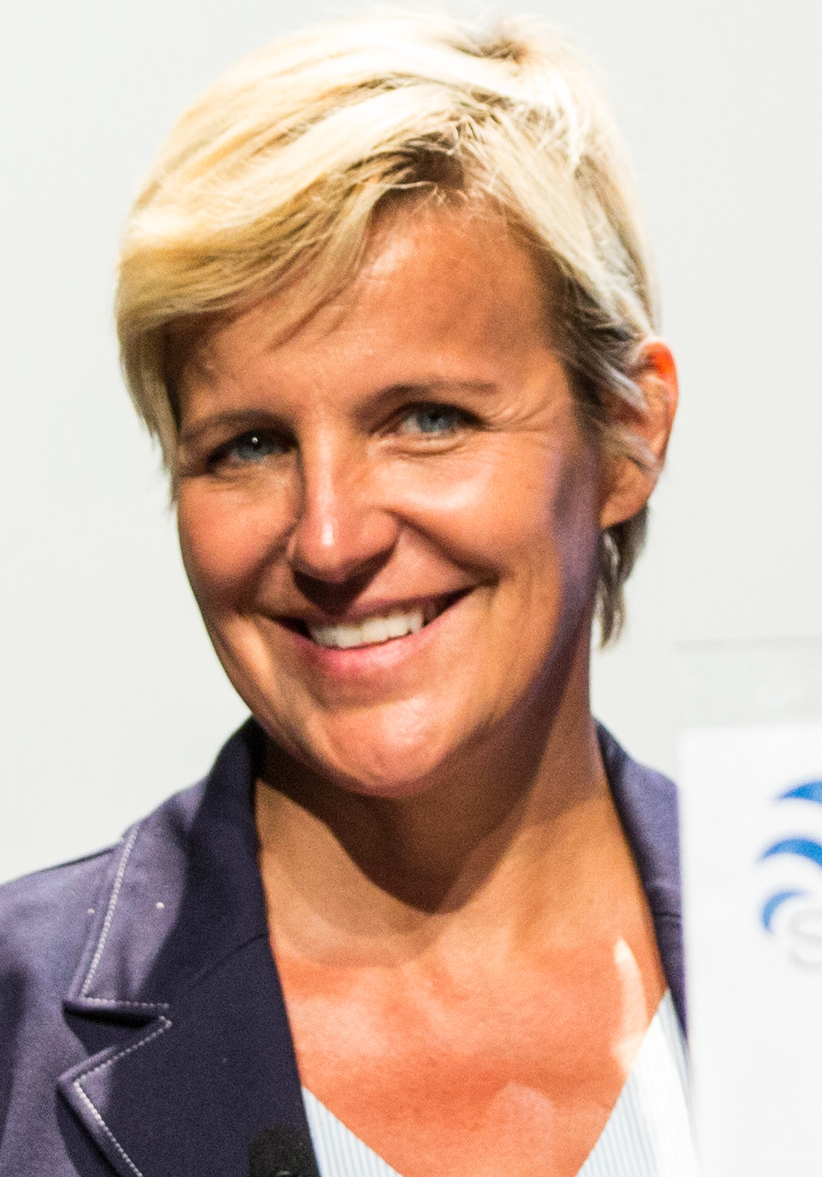
Céline Géraud en 2018.
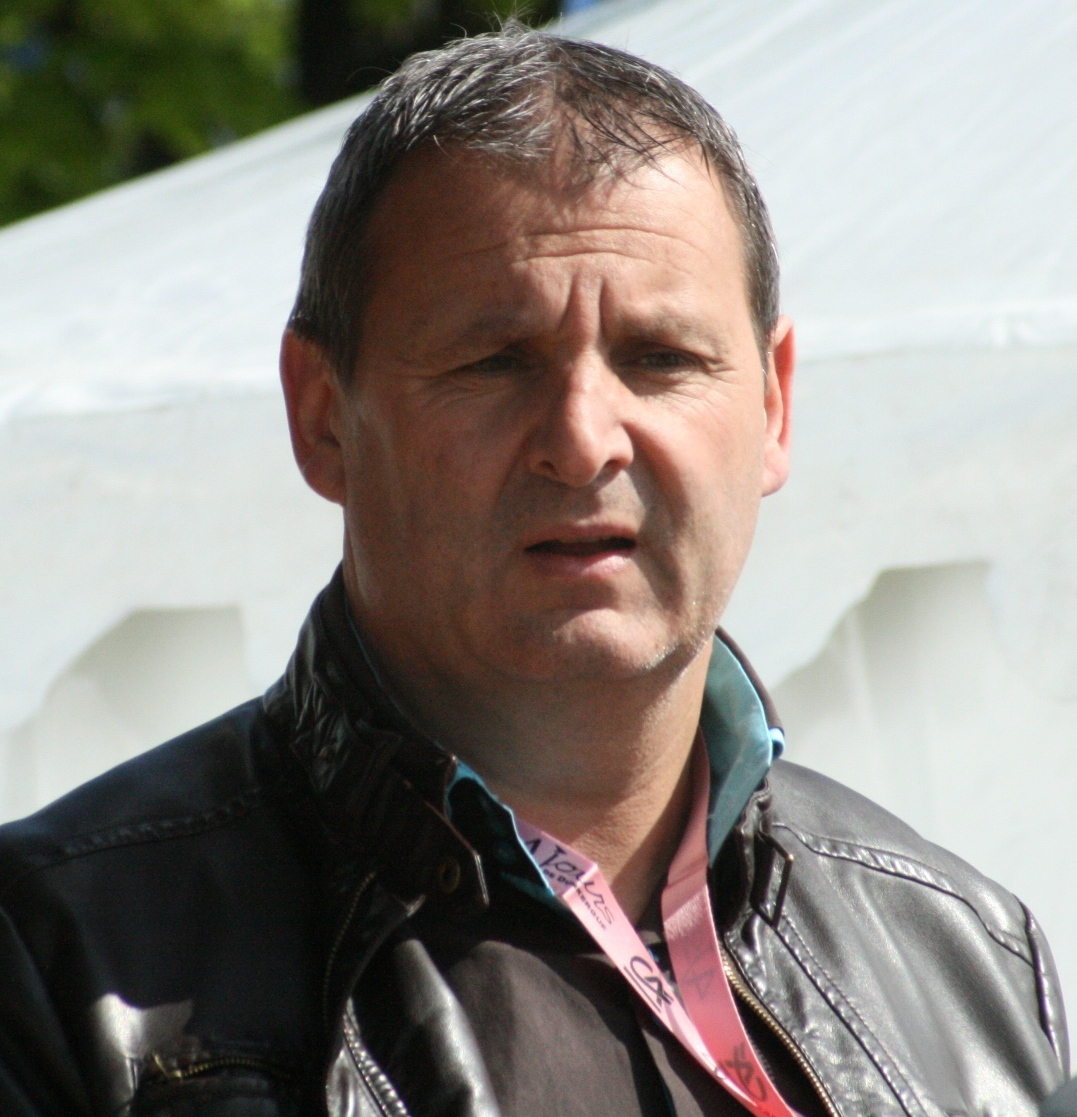
Thierry Adam en 2010.
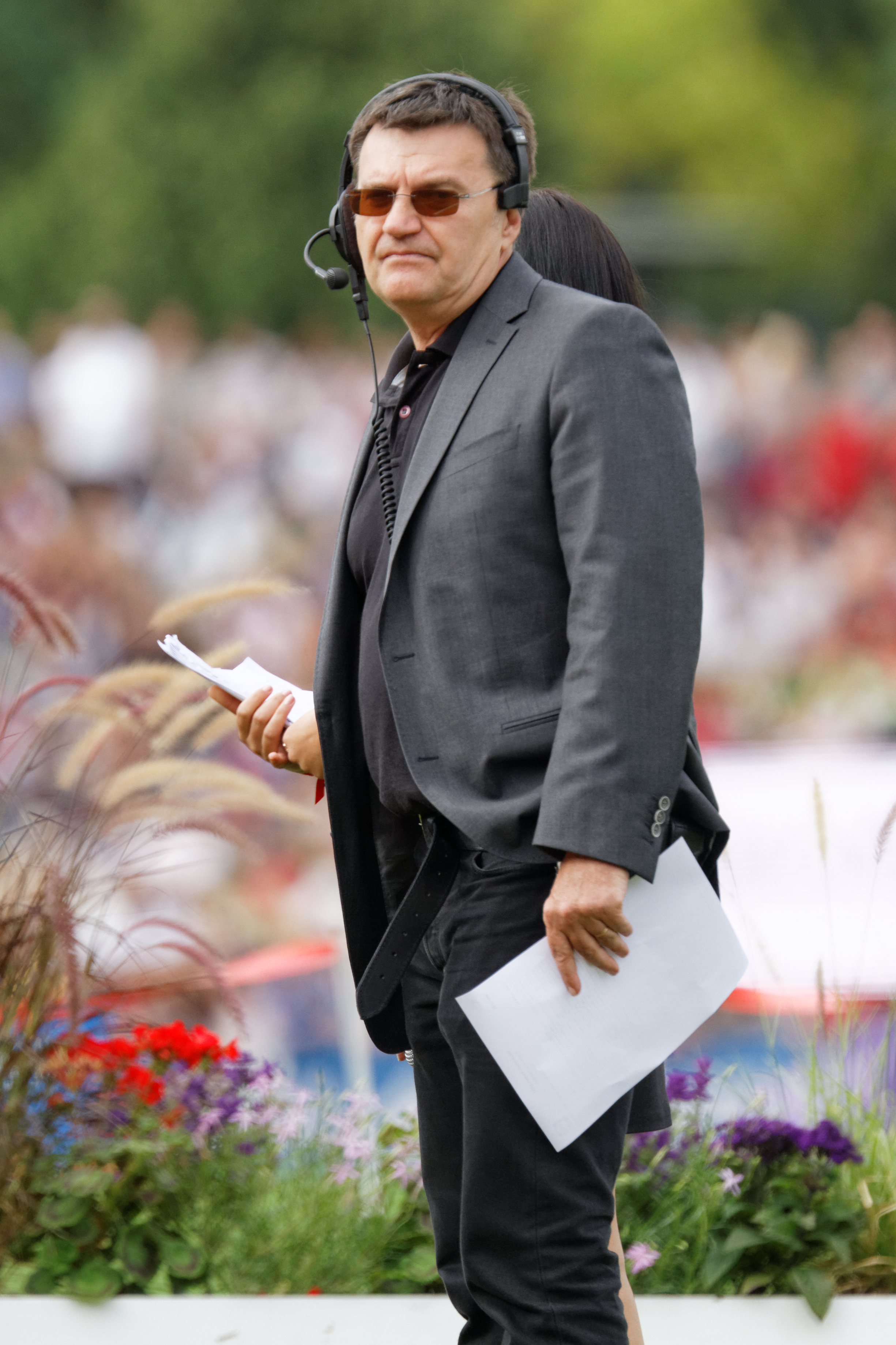
Patrick Montel en 2014.
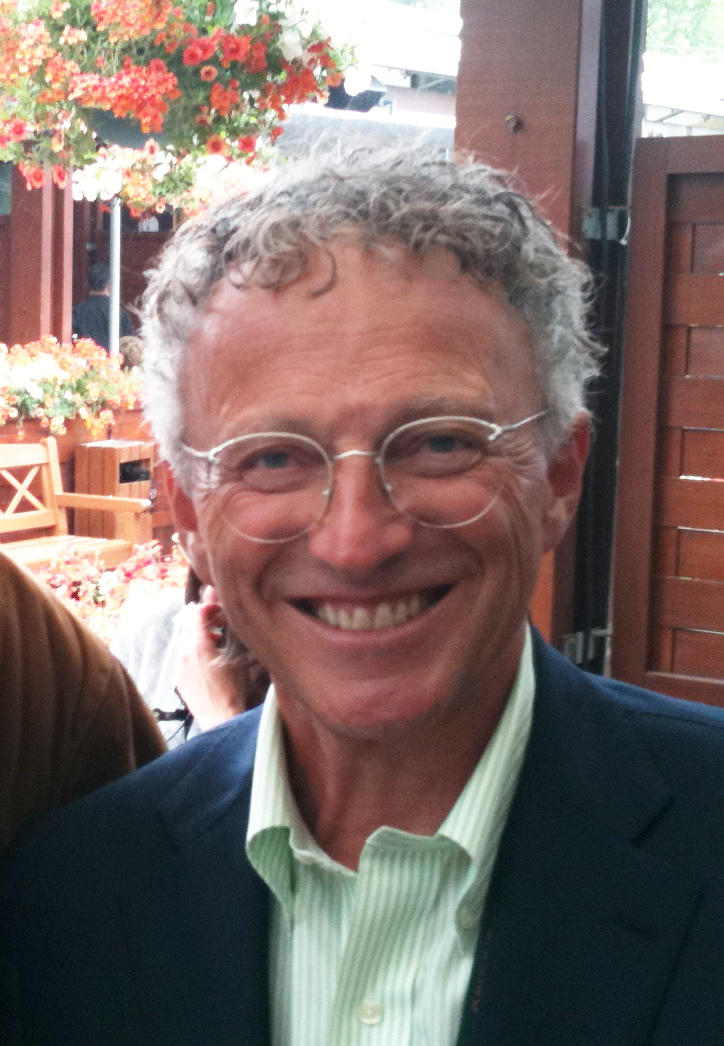
Nelson Monfort en 2010.

### Consultants

#### Actuels
- Luc Alphand en ski alpin et au rallye Dakar (depuis 1998)
- Paul Brousse au Tour de France Femmes (depuis 2022)
- Jérôme Cazalbou en rugby (depuis 2000)
- Vincent Clerc en rugby (depuis 2019)
- Alizé Cornet en tennis (depuis 2024)
- Yann Delaigue en rugby (depuis 2024)
- Stéphane Diagana en athlétisme (depuis 2007)
- Annick Dumont en patinage artistique (1992-1994 et depuis 2000)
- Maryse Éwanjé-Épée en athlétisme (depuis 2023)
- Guy Forget en tennis (depuis 2025)
- Imanol Harinordoquy en rugby (depuis 2021)
- Justine Henin en tennis (2012-2013, 2015 et depuis 2017)
- Marion Hérault-Garnier pour le Tour de France Femmes (depuis 2022)
- Laurent Jalabert en cyclisme (depuis 2003)
- Michaël Jeremiasz en tennis (depuis 2022)
- Camille Lacourt en natation (depuis 2022)
- Michaël Llodra en tennis (depuis 2015)
- Louisa Necib en football (2017-2018, depuis 2023)
- Carole Montillet en ski alpin (depuis 2009)
- Patrick Mouratoglou en tennis (depuis 2022)
- Yoann Offredo en cyclisme (depuis 2020)
- Nathalie Péchalat en patinage artistique (depuis 2024)
- François Pervis en cyclisme sur piste (depuis 2021)
- Loïc Rémy en football (depuis 2024)
- Marion Rousse en cyclisme (depuis 2017)
- Marie Sempéré en rugby (depuis 2023)
- Thomas Voeckler en cyclisme (depuis 2018)
- Dimitri Yachvili en rugby (depuis 2019)

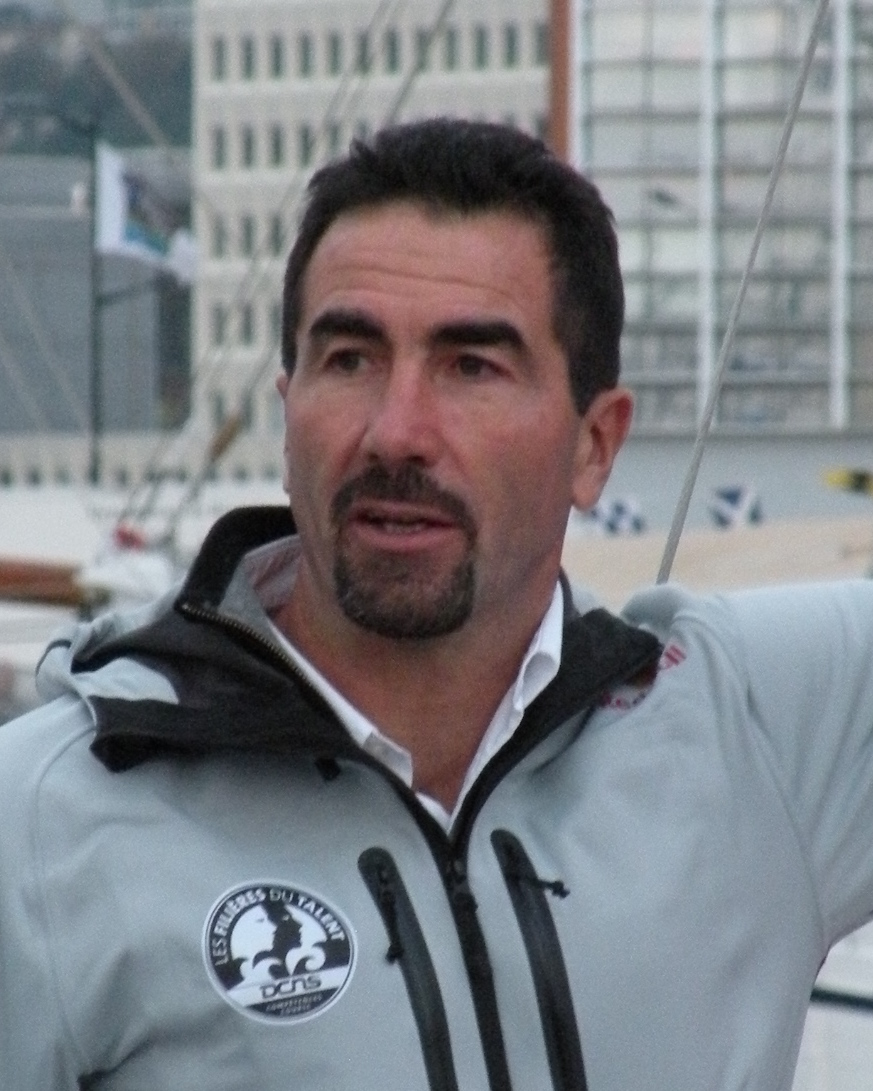
Luc Alphand
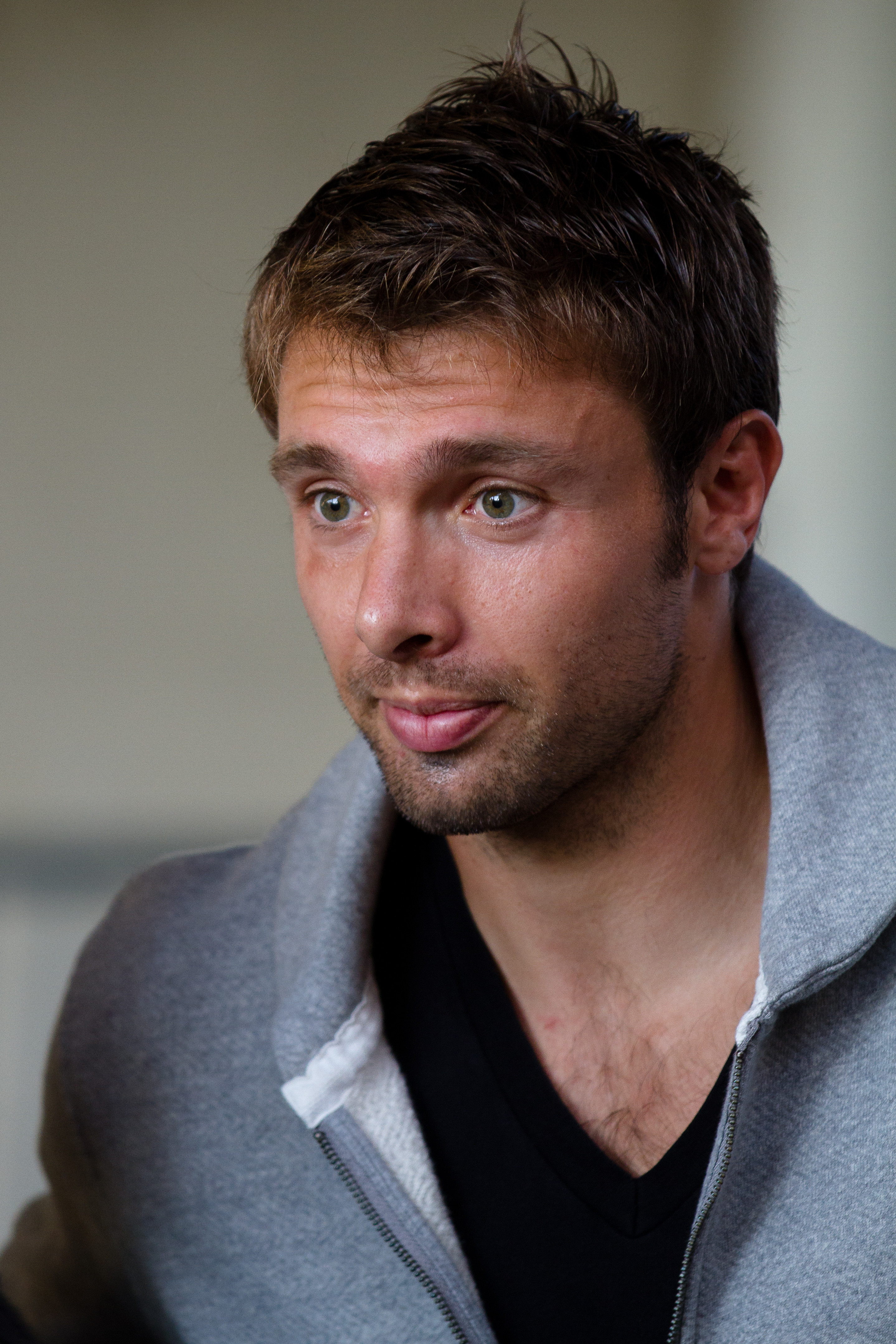
Vincent Clerc
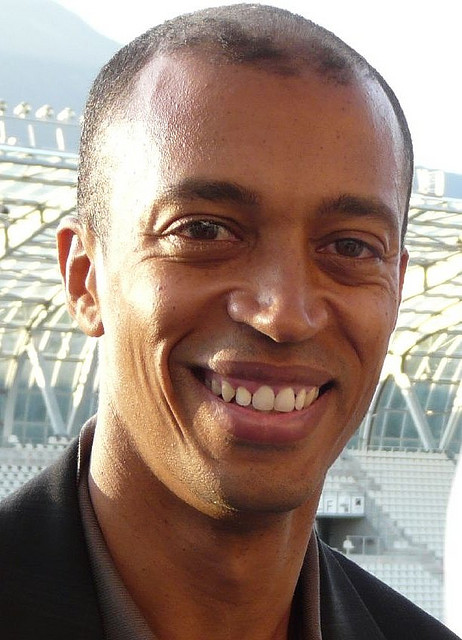
Stéphane Diagana
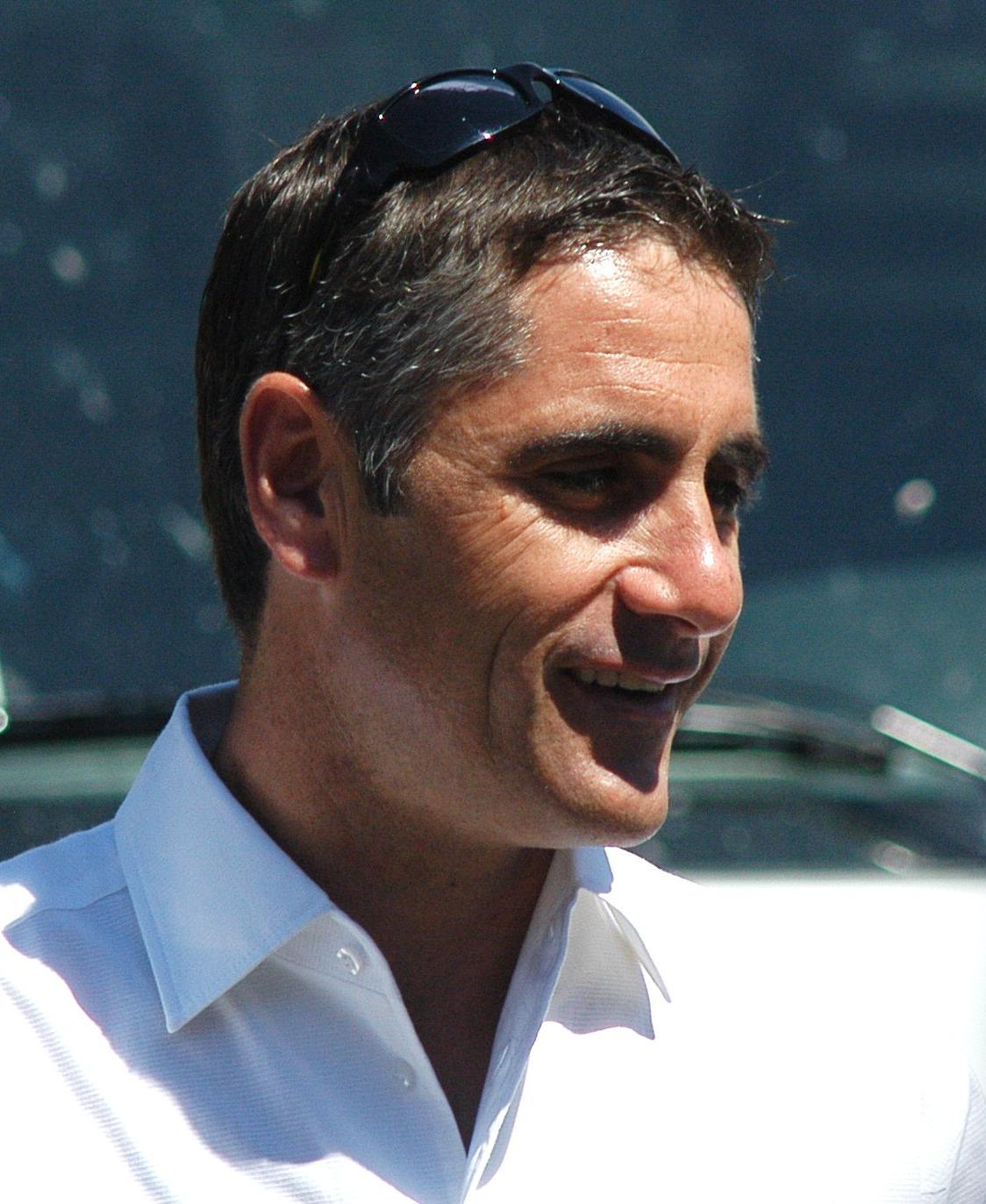
Laurent Jalabert
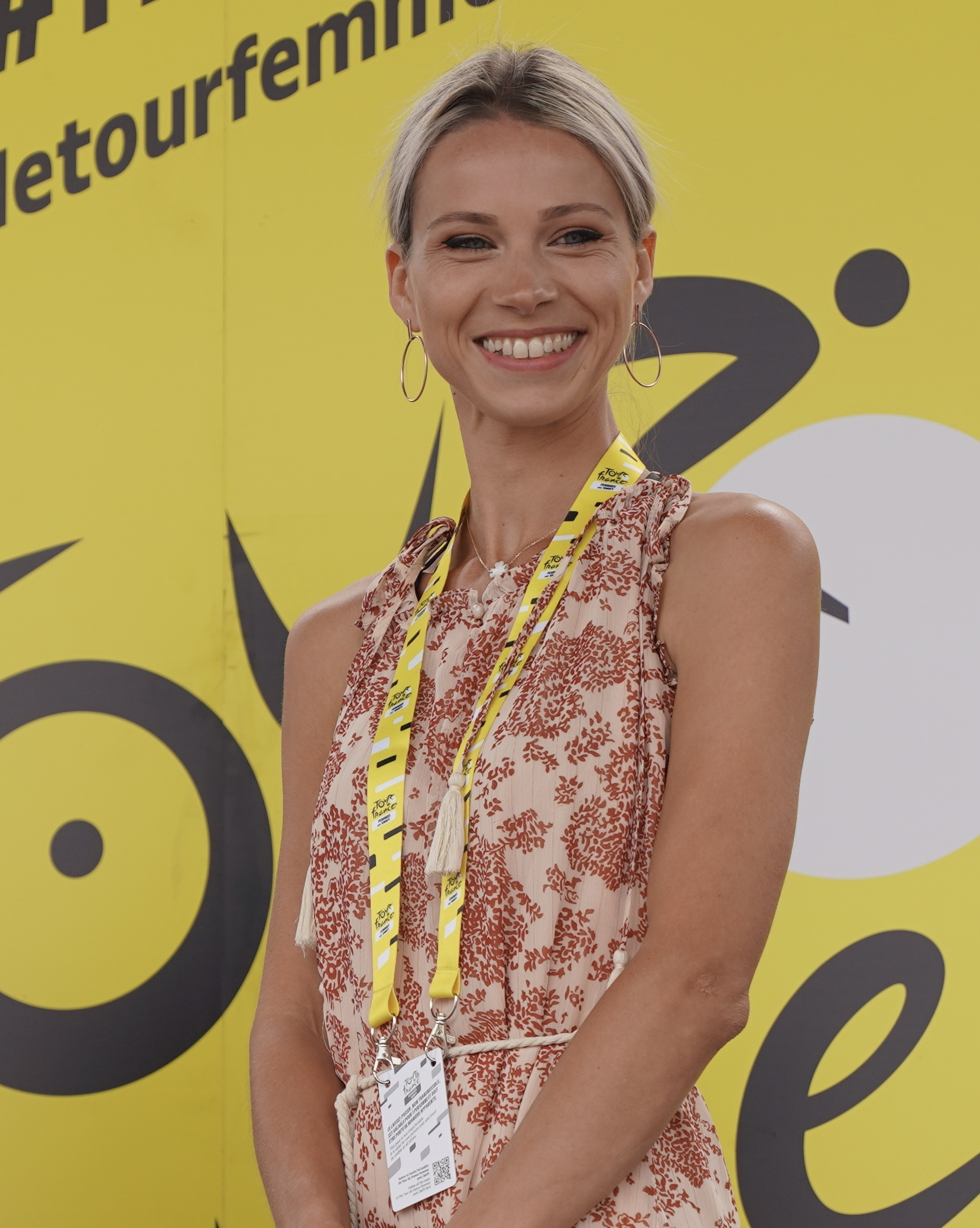
Marion Rousse
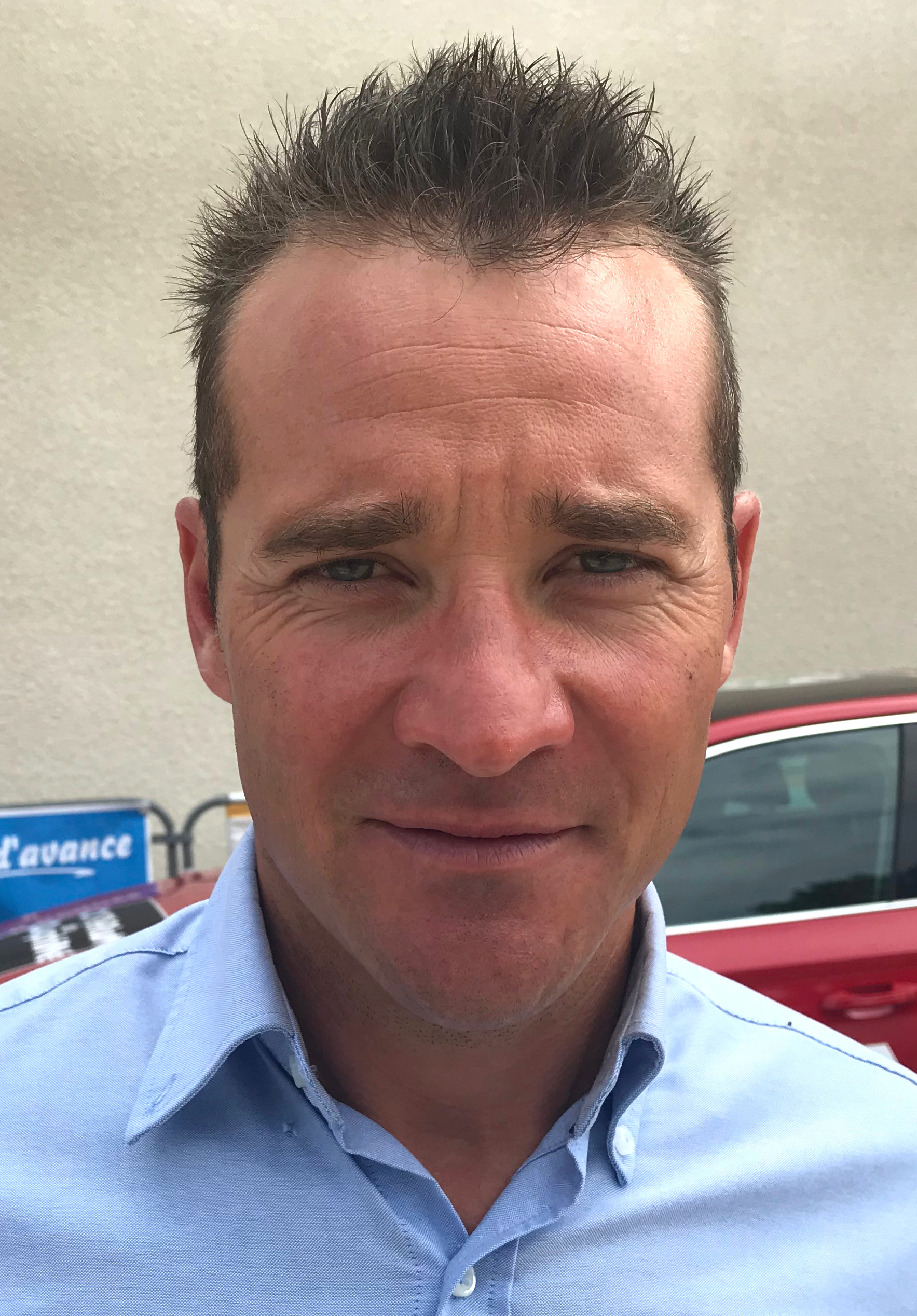
Thomas Voeckler
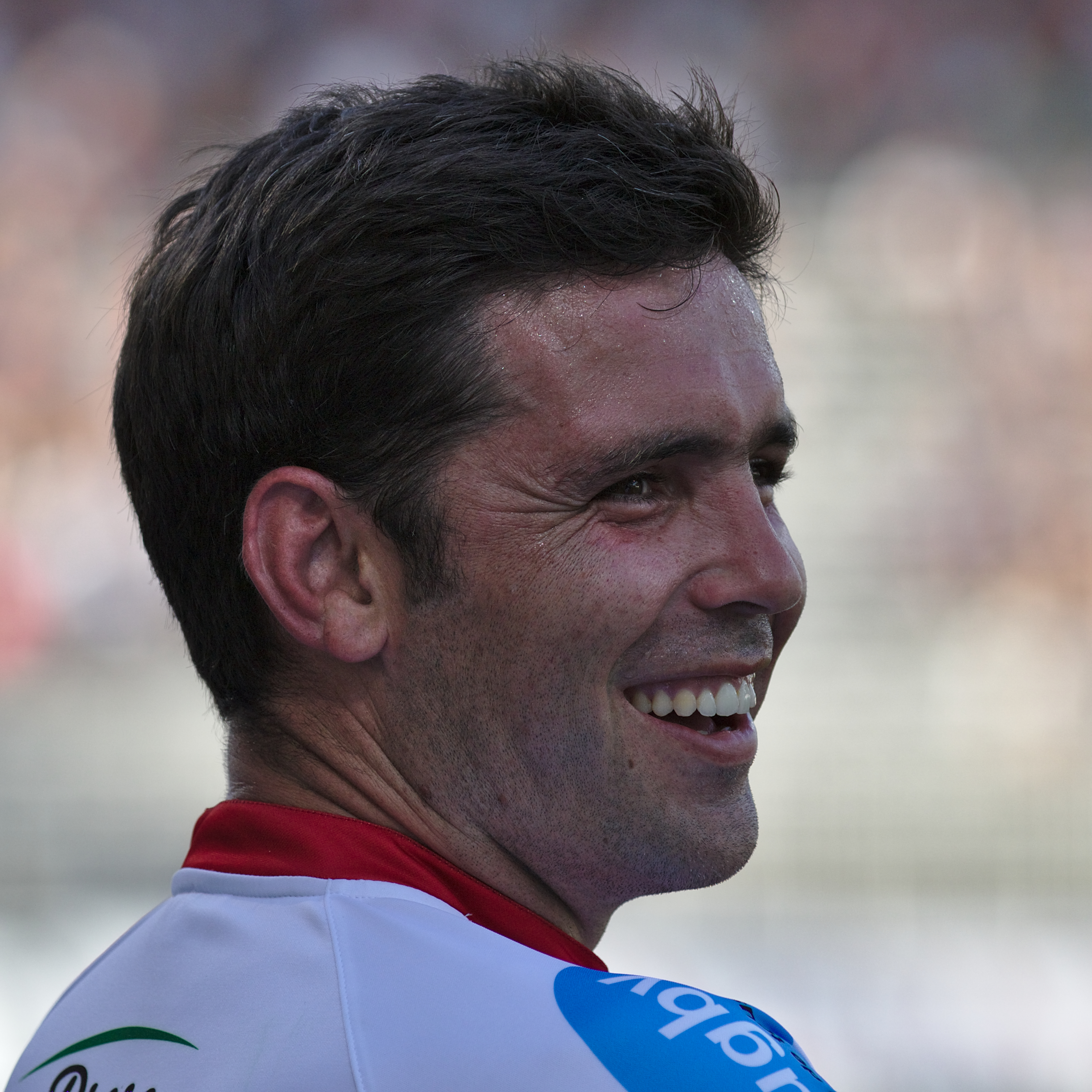
Dimitri Yachvili

#### Anciens
Consultants réguliers
- Laurent Fignon en cyclisme (2006-2010)
- Tatiana Golovin en tennis (2009-2013)
- Michel Rousseau en natation (1984-2013)
- Patrice Dominguez en tennis (1992-1998, 2008-2014)
- Roxana Maracineanu en natation (2007-2014)
- Bernard Faure en athlétisme (1987-2014)
- Arnaud Di Pasquale en tennis (2012-2016)
- Emmanuel Petit en football (2008-2016)
- Philippe Lucas en natation (2015-2016)
- Estelle Sartini en rugby (2012-2017)
- Sandrine Agricole en rugby (2015-2017)
- Alizé Lim en tennis (2017)
- Cédric Vasseur en cyclisme (2009-2017)
- Jérôme Alonzo en football (2010-2018)
- Arnaud Boetsch en tennis (jusqu'en 2018)
- Arnaud Clément en tennis (2013-2018)
- Florent Manaudou en natation (2017-2018)
- Fabien Galthié en rugby (2006-2019)
- Raphaël Ibañez en rugby (2010-2019)
- Alou Diarra en football (2018-2019)
- Sylvain Marconnet en rugby (2011-2019)
- Marinette Pichon en football (2011-2021)
- Fabrice Santoro en tennis (2019)
- Amélie Mauresmo en tennis pour Roland-Garros (2010, 2014, 2016 et 2018-2020)
- Franck Lagorce pour les 24 Heures du Mans (2015-2020)
- Sébastien Grosjean en tennis (2020-2021)
- Julien Benneteau en tennis (2021)
- Yannick Agnel en natation (2019-2021)
- Benjamin Kayser en rugby (2019-2022)
- Éric Roy en football (2019-2022)
- Yannick Nyanga en rugby (2023)
- Laura Di Muzio en rugby (2018-2023)
- Djibril Cissé en football (2022-2023)
- Mary Pierce en tennis (2008, 2017 et 2019-2023)
- Laure Manaudou en natation (2015-2016, 2024)
- Philippe Candeloro en patinage artistique (2005-2024)

Consultants pour les grands évènements
Certains consultants rejoignent les équipes de France.tv Sport à l'occasion de grands évènements comme les Jeux olympiques et paralympiques d'été, les Jeux olympiques et paralympiques d'hiver ou les championnats sportifs européens :
- Pascal Gentil en taekwondo (2008, 2012)
- Jean-François Lamour en escrime (2008, 2012)
- Frédéric Belaubre en triathlon (2012)
- Sébastien Flute en tir à l'arc (2012)
- Olivier Girault en handball (2012)
- Frédérique Jossinet en judo (2012)
- Edgar Grospiron en ski de bosses (2014)
- Frédérick Bousquet en natation (2014)
- Frank Adisson en canoë-kayak (2004, 2008, 2012, 2016)
- Laurence Leboucher en VTT (2008, 2012, 2016)
- Frédéric Magné en cyclisme sur piste (2012, 2016)
- Yannick Souvré en basket-ball (2012, 2016)
- Thomas Bouhail en gymnastique (2016)
- Élie Chouraqui en volley-ball (2016)
- Lucie Décosse en judo (2016)
- Thomas Faucheron en tir à l'arc (2016)
- Marlène Harnois en taekwondo (2016)
- Tony Moulai en triathlon (2016)
- Éric-Emmanuel Schmitt en athlétisme (2016)
- Christine Arron en athlétisme (2017)
- Mathieu Bozzetto en snowboard (2014, 2018)
- Vincent Jay en biathlon (2014, 2018)
- Sébastien Vieilledent en aviron (2016, 2018)
- Marie-Amélie Le Fur en athlétisme (2017, 2018)
- Florian Rousseau en cyclisme sur piste (2017, 2018)
- Yohann Diniz en athlétisme (2018)
- Marine Brevet en gymnastique (2018)
- Brice Guyart en escrime (2012, 2016, 2021)
- Cyril Moré en escrime handisport (2016, 2021)
- Julien Soyer en tennis de table handisport (2016, 2021)
- Ludivine Loiseau en natation (2016, 2017, 2021)
- Sami El Gueddari en sports paralympiques (2016, 2018, 2021)
- Frank Bignet en triathlon (2018, 2021)
- Michel Bury en tir sur cible (2021)
- Franck Cammas en voile (2021)
- Philippe Colin en canoë-kayak (en ligne) (2021)
- Anne-Catherine Deluntsch en lutte (2021)
- Céline Dumerc en basket-ball (2021)
- David Felix en karaté (2021)
- Hubert Henno en volley et beach volley (2021)
- Thierry Marx (2021)
- Léa Palermo en badminton (2021)
- Mathilde Pichery en canoë-kayak (slalom) (2021)
- Marinette Pichon en football (2021)
- Fabrice Vettoretti en BMX (2021)
- Pierrick Giraudeau en disciplines paralympiques (2021)
- Mathieu Crepel en snowboard (2014, 2018, 2022)
- Enak Gavaggio en ski cross (2014, 2018, 2022)
- Fabrice Guy en saut à ski (2014, 2018, 2022)
- Guilbaut Colas en ski de bosses (2018, 2022)
- Alexis Contin en patinage de vitesse et short-track (2022)
- Marie Dorin-Habert en biathlon (2022)
- Aurore Jean en ski de fond (2022)
- Pauline Jeanneret en curling (2022)
- Marie Martinod en ski acrobatique (saut half-pipe) (2022)
- Laurent Meunier en hockey sur glace (2022)
- Bruno Thomas en bobsleigh, luge et skeleton (2022)
- Mirabelle Thovex en snowboard (2022)
- Carole Grundisch en tennis de table (2021, 2022)
- Julien Lyneel en beach-volley (2022)
- Julie Vanderchmitt en plongeon (2022)
- Anne-Laure Viard en canoë-kayak (en ligne) (2022)
- Richard Dacoury en basket-ball (1996, 2000, 2004, 2008, 2012, 2016, 2021, 2024)
- Virginie Coupérie-Eiffel en équitation (2008, 2012, 2016, 2021, 2024)
- Virginie Dedieu en natation synchronisée (2012, 2016, 2018, 2021, 2022, 2024)
- Brahim Asloum en boxe (2012, 2016, 2021, 2024)
- Valérie Nicolas en handball (2012, 2016, 2021, 2024)
- Jérôme Fernandez en handball (2016, 2021, 2024)
- Hamilton Sabot en gymnastique (2018, 2021, 2022, 2024)
- Julien Absalon en VTT (2021, 2022, 2024)
- Charlotte Durif en escalade (2021, 2022, 2024)
- Adrien Hardy en aviron (2021, 2022, 2024)
- Émilie Andéol en judo (2021, 2024)
- Amélie Cazé en pentathlon moderne (2021, 2024)
- Sandra Dijon en basket-ball 3x3 (2021, 2024)
- Justine Dupont en surf (2021, 2024)
- Gwladys Épangue en taekwondo (2021, 2024)
- Aurélie Muller en natation en eau libre (2021, 2024)
- Greg Poissonnier en skateboard (2021, 2024)
- Delphine Réau en tir sur plateau (2021, 2024)
- Pape-Philippe Amagou en basket-ball (2024)
- Benjamin Auffret en plongeon (2024)
- Mickael Clerté en BMX (racing) (2024)
- Lou Counil en water polo (2024)
- Christelle Daunay en marathon (2024)
- Mathias Dierckens en hockey sur gazon (2024)
- Didier Favori en lutte (2024)
- Émilie Fer en canoë-kayak (slalom) (2024)
- Jean-Philippe Gatien en tennis de table (2024)
- Antoinette Gomis en breakdance (2024)
- Astrid Guyart en escrime (fleuret) (2024)
- Eva Hamzaoui en beach-volley (2024)
- Quentin Urban en canoë-kayak (ligne) (2024)
- Fabrice Jeannet en escrime (épée) (2024)
- Brice Leverdez en badminton (2024)
- Sophie Llobet en hockey sur gazon (2024)
- Jonathan Lobert en voile (2024)
- Patricia Meunier-Lebouc en golf (2024)
- Célia Moillard en escrime (fleuret) (2024)
- Kséniya Moustafaeva en gymnastique rythmique (2024)
- Gaëlle Nayo-Ketchanke en haltérophilie (2024)
- Tony Parker en basket-ball (2024)
- Carole Péon en triathlon (2024)
- Lionel Pioline en trampoline (2024)
- Pierre Plihon en tir à l'arc (2024)
- Victoria Ravva en volley-ball (2024)
- Laurent Tillie en volley-ball (2024)
- Patrice Tillie en water polo (2024)
- Anne-Lise Touya en escrime (sabre) (2024)
- Christian Van Hanja en BMX (freestyle) (2024)
- Isabelle Yacoubou en basket-ball (2024)